# Васил Стамболиев
Васил Илионов Стамболиев е български адвокат.

## Биография
Роден е на 13 март 1899 г. в Пазарджик. Негов баща е Илион Стамболиев – учител, читалищен деятел и благодетел. Участва в Първата световна война в състава на 27-а пехотна дружина. През 1918 г. се записва във Военното училище в София като юнкер. По-късно го напуска по собствено желание. През 1936 г. завършва право в Юридическия факултет на Софийския университет. Като студент членува в Демократическата партия. След дипломирането си се завръща в Пазарджик и е избран за секретар на Демократическата партия в града. Пее в хора на църквата „Св. Богородица“ в Пазарджик. През 1937 г. започва да упражнява адвокатската сй професия. След Деветосептемврийския преврат е репресиран с административен акт по политически причини и е въдворен в Трудововъзпитателно общежитие „Росица“. В периода 17 май 1946 до 21 декември 1946 г. е незаконно задържан в поделение на МВР. След това е амнистиран и освободен. Лишен е от правото да упражнява адвокатската си професия. Издържа петчленното си семейство със заплатата на съпругата си Евгения, която е медицинска сестра. След 1989 г. е реабилитиран. Умира на 24 юли 1981 г. в Пазарджик.